# Lèvres humides
 Pour plus de détails, voir Fiche technique et Distribution
Lèvres humides est un film français à caractère pornographique écrit et réalisé par Éric de Winter et sorti le 17 novembre 1976.

## Synopsis
Pornographie d'hier et d'aujourd'hui. Un homme d'affaires va chercher à l'aéroport de Roissy une femme qu'il a connue il y a plusieurs années. Il lui fait visiter Paris et les puces de Saint Ouen, puis n'y tenant plus, il lui fait l'amour dans la cabine d'essayage d'un magasin. Pendant ce temps une séance de photo tourne à l'orgie. Puis le film s'emballe lors de la projection d'un film pornographique des années 1900.

## Fiche technique
- Titre de tournage : Sexe Rétro et Charleston
- Titre de tournage : Vade Retro
- Sous-Titre : Pornographie d'hier et d'aujourd'hui
- Réalisation : Éric de Winter
- Assistant-Réalisation : David Mouchangou
- Scénario : Éric de Winter comme Christian d’Arcane
- Dialogue : Éric de Winter comme Christian d’Arcane
- Bruitage : Henry Humbert
- Musique : Gary Sandeur comme Philippe Bréjean
- Production : André Samarcq et Monique Samarcq
- Directeur de Production : Jacques Ledoux
- Sociétés de production : Impex Films
- Distribution : Impex Films
- Post-Synchronisation : Éric de Winter
- Effets Spéciaux : Christian d’Arcane
- Pays d'origine :  France
- Format : Couleurs
- Durée : 75 min
- Tournage : 1975-1976
- Sortie :  France 17 novembre 1976

## Distribution
- Gilbert Servien : Jean-Luc
- Isabelle Pinto comme Isa Stenfield : Sophie
- Laurence Legras comme Laurence Jarry : Nicole
- Hubert Géral : Le photographe
- Guy Royer
- Erika Cool comme Lorre Lorre: Une invitée
- David Mouchangou comme David King
- Nelly Dova
- Denis Ferré
- Catherine Ferré
- Dominique Janin
- Elisa Morel
- Christian Guillaume
- Éric de Winter
- Didier de Winter

## Critique
- Dans Le Dictionnaire des Films Français Pornographiques & Erotiques sous la direction de Christophe Bier, en page 621  : « A cent lieues de ce film très anodin, Eric de Winter réalisait la même année Maléfices Pornos, dans lequel l'impuissance de Gilbert Servien était la source d'images autrement plus dérangeantes. » Christophe Bier.

## Anecdote
Des séquences de Lèvres humides ont été réutilisées par Alain Payet (John Love) et le producteur André Samarq (Impex Films) en 1978 pour le film Sophie aime les sucettes.
| Début           | Fin             | Séquences                                                                  | Durée       |
| --------------- | --------------- | -------------------------------------------------------------------------- | ----------- |
| 0 h 22 min 30 s | 0 h 27 min 51 s | Venus Film, film muet                                                      | 05 min 21 s |
| 0 h 36 min 00 s | 0 h 43 min 40 s | Scène de la soirée : Gilbert Servien, Isabelle Pinto, Laurence Legras      | 07 min 40s  |
| 0 h 43 min 44 s | 1 h 01 min 13 s | Les puces de Saint Ouen : Laurence Legras, Gilbert Servien, Isabelle Pinto | 17 min 29 s |